# أي أوكي
أي أوكي (باليابانية: 青木愛) (من مواليد 11 مايو 1985) هي سباحة متزامنة يابانية في دورة الألعاب الأولمبية الصيفية 2008. بعد تقاعدها من المنافسة أصبحت أوكي إعلامية وظهرت بانتظام في التلفزيون الياباني بما في ذلك خلال دورة الألعاب الأولمبية الصيفية 2016.

## روابط خارجية
- أي أوكي على موقع الاتحاد الدولي للسباحة (الإنجليزية)
- أي أوكي على موقع أوليمبيديا (الإنجليزية)